# 펀펀비치
펀펀비치(Fun Fun beach)는 대한민국 경상북도 경산시 압량읍에 위치한 워터파크였다.

## 특징
경산 용암 웰빙스파 바로 옆에 이 워터파크가 있다. 야외 워터파크만 갖추고 있으므로 여름에만 한정 운영되었었다. 

## 폐업
코로나19 범유행이 시작된 이후 시기 미상이지만 손님 감소 및 경영 악화로 인해 바로 옆의 경산 용암 웰빙스파와 함께 폐업하였다. 

## 놀이 시설
- 레이싱 슬라이드
- 튜브 슬라이드
- 바디 슬라이드
- 프리플 슬라이드
- 스피드 슬라이드
- 유수풀
- 파도풀
- 레크리에이션풀
- 아쿠아플레이

## 교통
대학로 근처에 있고 경산 나들목이 인근에 있어 접근하는 방법은 쉬운 편이다.
시내버스로 접근하려면 금구동 정류장에 하차하여 도보로 접근하면 된다.